# 他 & 她
《他 & 她》（英語：Him & Her）是一部英國電視情景喜剧，關於一對懶惰的二十多歲夫妻。2010年9月6日首播於英國廣播公司第三台。編劇是Stefan Golaszewski，主演是拉塞尔·托维和Sarah Solemani。主題曲是Lulu演唱的歌曲"Boom Bang-a-Bang"。
第一季6集從2010年9月6日演到10月11日，第二季7集從2011年11月1日演到12月13日。

## 外部連結
- Him & Her（页面存档备份，存于） at Big Talk Productions
- 在BBC Programmes了解《Him & Her》（英文）

- 英国喜剧向导网站上的《Him & Her》（英文）
- 互联网电影数据库（IMDb）上《Him & Her》的资料（英文）